# Ольховский, Пётр Иванович
Пётр Иванович Ольховский (24 августа 1900,   д. Козельское,  Рязанская губерния,  Российская империя — 4 марта 2000, Санкт-Петербург, Россия) — советский военачальник, генерал-майор  (20.04.1945).

## Биография
Родился 24 августа 1900 года в деревне  Козельское, ныне в Клепиковском районе Рязанской области. Русский.  В Первую мировую войну  Ольховский в июне — августе 1916 года находился на Юго-Западном фронте и работал плотником в 12-й инженерно-строительной дружине в районах Ровно, Дубно, Луцк, после возвращения с фронта устроился плотником на Богородский снаряжательный завод.

### Военная служба

#### Революция и Гражданская война
В период Октябрьской революции 24 октября 1917 года добровольно поступил на военную службу в 251-й пехотный полк в Москве. 14 декабря красногвардейцем в составе 1-го Московского революционного отряда убыл на Юго-Восточный фронт для подавления мятежа Донского казачества во главе с атаманом генералом А. М. Калединым. После его разгрома в конце марта возвратился в Москву.
В Гражданскую войну в мае 1918 года добровольно поступил в 1-й Рязанский территориальный полк, а откуда с маршевым батальоном убыл на Северный фронт. Был зачислен в 158-й стрелковый полк 18-й стрелковой дивизии 6-й армии. Участвовал с ним в боях под Архангельском. В апреле 1919 года с полком переброшен на Петроградский фронт (нарвское направление). Здесь полк был переименован в 15-й стрелковый, вошедший в состав 2-й стрелковой дивизии. В его составе принимал участие в боях с войсками генерала Н. Н. Юденича под Ямбургом и Детским Селом. С декабря 1919 года находился в госпитале и отпуске по болезни (тиф), после выздоровления в мае 1920 года зачислен красноармейцем в 31-й стрелковый полк в городе Рязань. В августе полк был переброшен в город Ростов-на-Дону и переименован в 1-й стрелковый в составе Отдельной бригады Кавказского фронта.

#### Межвоенные годы
В мае 1921 года направлен на 2-е Владикавказские командные курсы связи. После их расформирования с июня 1922 года продолжил обучение сначала на 12-х Владикавказских курсах (артиллерийское отделение), а с февраля 1923 года — на 1-х Краснодарских артиллерийских командных курсах. После окончания последних в сентябре 1923 года назначен командиром взвода в 27-й легкий артиллерийский дивизион артиллерийского полка 27-й стрелковой дивизии ЗапВО. В январе 1925 года переведен в 79-й стрелковый полк, где исполнял должности командира взвода, помощником командира и командира батареи. В 1928 году  сдал экстерном экзамен за нормальную артиллерийскую школу при Объединенной Белорусской военной школе им. ЦИК Белорусской ССР в городе Минск.  С апреля 1929 года вновь проходил службу в артиллерийском полку 27-й стрелковой дивизии в должностях командира батареи, помощника командира и командира дивизиона, начальника штаба полка. Постановлением ЦИК СССР от 17 августа 1936 года  за успехи в боевой подготовке он был награжден орденом Красной Звезды. В июле 1937 года майор  Ольховский был назначен командиром 43-й артиллерийского полка 43-й стрелковой дивизии ЛВО (переименован затем в 162-й артиллерийский). В этой должности принимал участие в Советско-финляндской войне, за что был награжден орденом Красной Звезды (март 1940 г.). В июле 1940 года вступил в должность начальника артиллерии 3-й танковой дивизии ЛВО. Накануне войны она дислоцировалась в районе посёлка Струги Красные (70 км северо-восточнее Пскова), входя в состав 1-го механизированного корпуса.

#### Великая Отечественная война
В начале  войны с 24 июня 1941 года дивизия выступила в район Луги. С 1 июля она была передана в состав 11-й армии Северо-Западного фронта и переброшена по железной  дороге под Псков. С 4 июля ее части вступили в тяжелые оборонительные бои в районе города Остров, затем отходили в северо-восточном направлении на Боровичи, Сольцы. С 21 июля дивизия была подчинена командованию Северо-Западного фронта и занимала оборону в районе Новгорода, на реках Малый Волховец, Волхов, Мета. С 4 декабря 1941 года полковник  Ольховский исполнял должность начальника артиллерии 28-й танковой дивизии 27-й армии Северо-Западного фронта. С 14 декабря переведен на ту же должность в 225-ю стрелковую дивизию, сформированную на базе 3-й танковой дивизии и входившей в состав Новгородской оперативной группы. После перегруппировки дивизия заняла оборону по восточному берегу реки Волхов и северо-восточному берегу озера Ильмень. С 22 декабря она была подчинена 52-й армии вновь сформированного Волховского фронта и вела оборонительные и наступательные бои в районе города Новгород. С 21 июня 1942 г. полковник П. И. Ольховский вступил в командование 225-й стрелковой дивизией. До 20 марта 1943 года она находилась в обороне, затем в течение марта — апреля вела тяжелые наступательные бои по овладению Новгородом и ликвидации новгородской группировки противника. С 7 мая 1943 г. дивизия вошла в подчинение 59-й армии Волховского фронта. С 14 января 1944 года в составе этой армии приняла участие в Ленинградско-Новгородской, Новгородско-Лужской наступательных операциях. Приказом Верховного главнокомандующего от 21 января 1944 года за отличия в боях с немецко-фашистскими захватчиками при освобождении города Новгород ей было присвоено почетное наименование «Новгородская», а ее командир полковник  Ольховский приказом по войскам Волховского фронта от 23 января 1944 года награжден орденом Красного Знамени. Во второй половине февраля части дивизии под его командованием вели преследование отходящего противника в направлении Порхов, Остров. С 1 марта дивизия была подчинена 54-й армии Ленинградского фронта и перешла к обороне на псковско-островском рубеже. С 28 мая 1944 года  Ольховский вступил в командование 168-й стрелковой дивизией, входившей в 67-ю армию 3-го Прибалтийского фронта. Ее части вели бои на Карельском перешейке и участвовали в Выборгско-Петрозаводской наступательной операции. Приказом по войскам Ленинградского фронта от 21 июня 1944 года он был награжден вторым орденом Красного Знамени. С августа 1944 года  и до апреля 1945 года дивизия в составе 42-й и 22-й армий вела боевые действия на 2-м Прибалтийском фронте (на рижском и либавском направлениях). В апреле 1945 года она была переброшена в Румынию и находилась в резерве ВГК (в районах Плоешти и Бухареста).

#### Послевоенное время
После войны генерал-майор  Ольховский продолжал командовать этой дивизией. После ее расформирования в январе 1946 года зачислен в распоряжение ГУК НКО, затем в марте направлен на ВАК при Высшей военной академии им. К. Е. Ворошилова. После окончания в январе 1947 года направлен на преподавательскую работу в Военную электротехническую академию связи в Ленинграде (переименована затем в Военную Краснознаменную академию связи им. С. М. Будённого), где занимал должности старшего преподавателя кафедры общей тактики, заместителя начальника и начальника кафедры оперативно-тактической подготовки. В 1950 году окончил заочный факультет Военной академии им. М. В. Фрунзе. С декабря 1952 года руководил кафедрой оперативно-тактической подготовки в Военной академии связи (командной). В сентябре 1960 года генерал-майор  Ольховский уволен в запас.
Указом Президента Российской Федерации № 443 от 4 мая 1995 года,  за отличия в руководстве войсками при проведении боевых операций в период Великой Отечественной войны 1941-1945 годов, был награждён орденом Жукова.
4 марта 2000 года умер в Санкт-Петербурге. Похоронен на Серафимовском кладбище.

## Награды
- орден Жукова (04.05.1995)
- орден Ленина (30.04.1945)[5][6]
- четыре ордена Красного Знамени (23.01.1944[7], 21.06.1944[8], 03.11.1944[6][9], 06.11.1947[6][10])
- орден Кутузова II степени (29.06.1945)[11]
- орден Отечественной войны I степени (06.04.1985)[12][13]
- два  ордена Красной Звезды (16.08.1936[10], 21.03.1940[10])
  - медали в том числе:
  - «XX лет Рабоче-Крестьянской Красной Армии» (1938)[11]
  - «За победу над Германией в Великой Отечественной войне 1941—1945 гг.» (19.12.1945)[14]
  - «Ветеран Вооружённых Сил СССР» (1976)